# Museo del duomo di Guardiagrele
Il museo del duomo di Guardiagrele "don Domenico Grossi" si trova nell'omonimo comune abruzzese della provincia di Chieti.

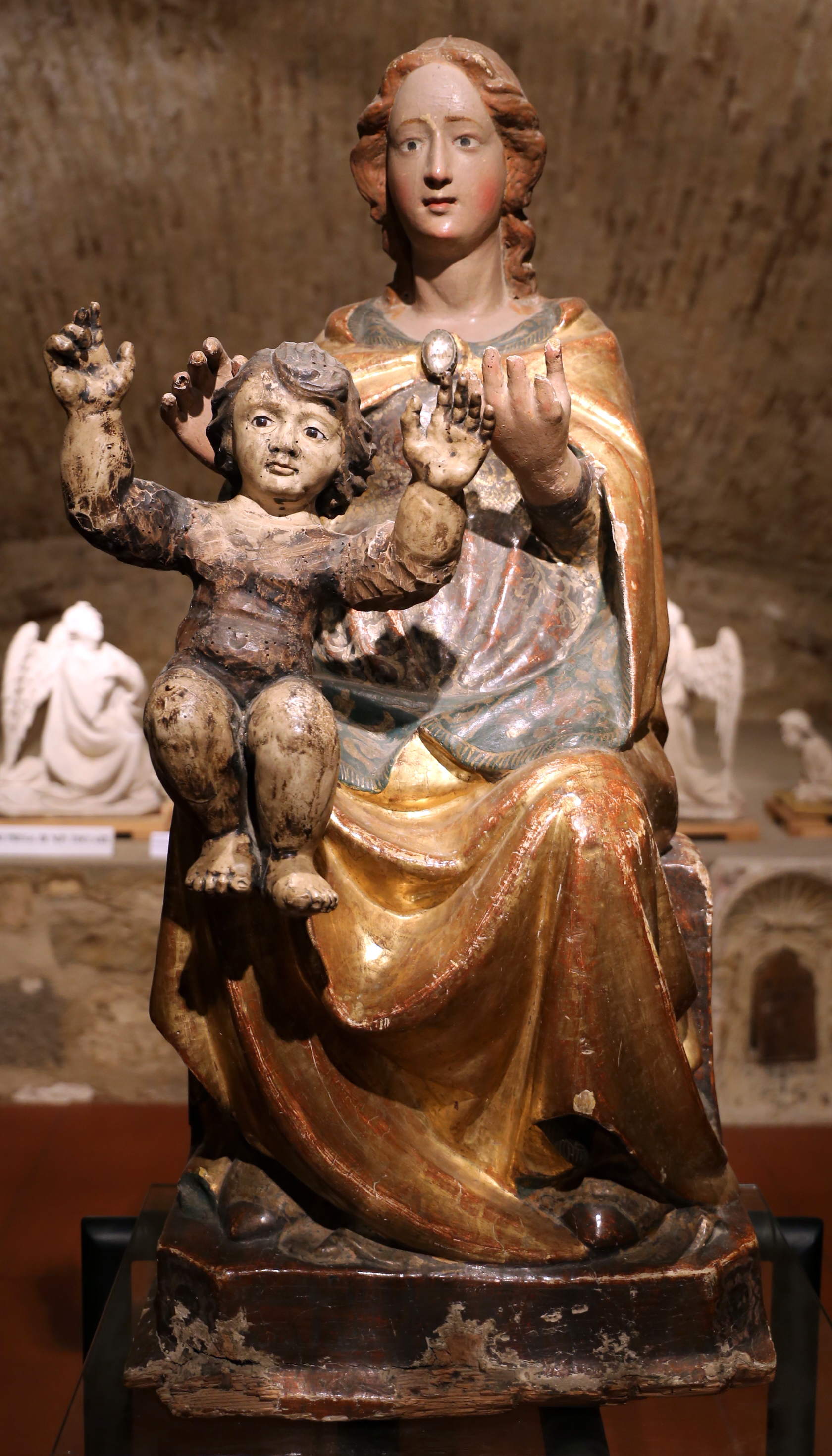
Madonna dell'aiuto, XV sec, legno dipinto. Il Bambino è del XVIII sec

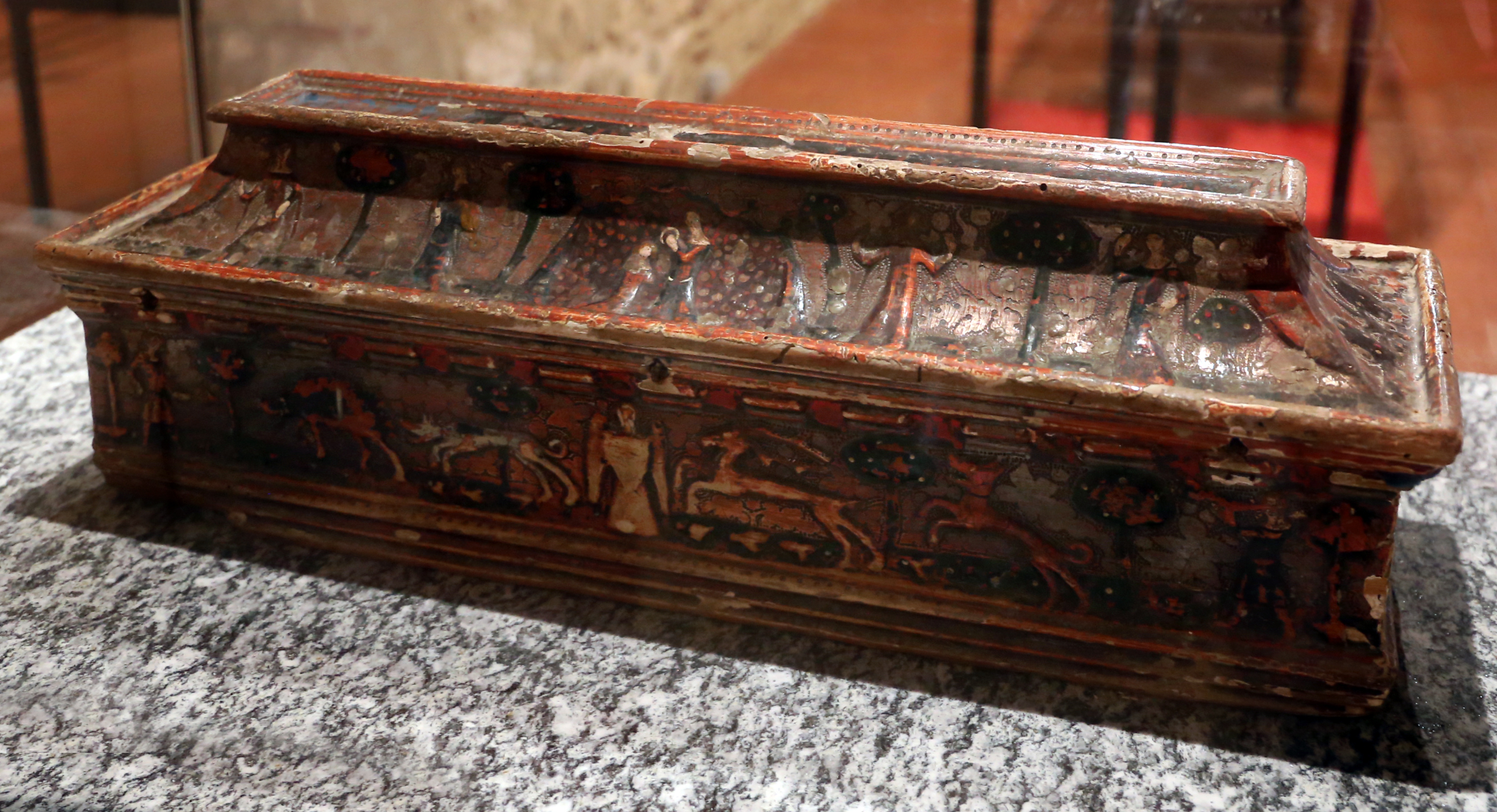
Cofanetto del XIV sec, legno intagliato, dalla chiesa di San Francesco

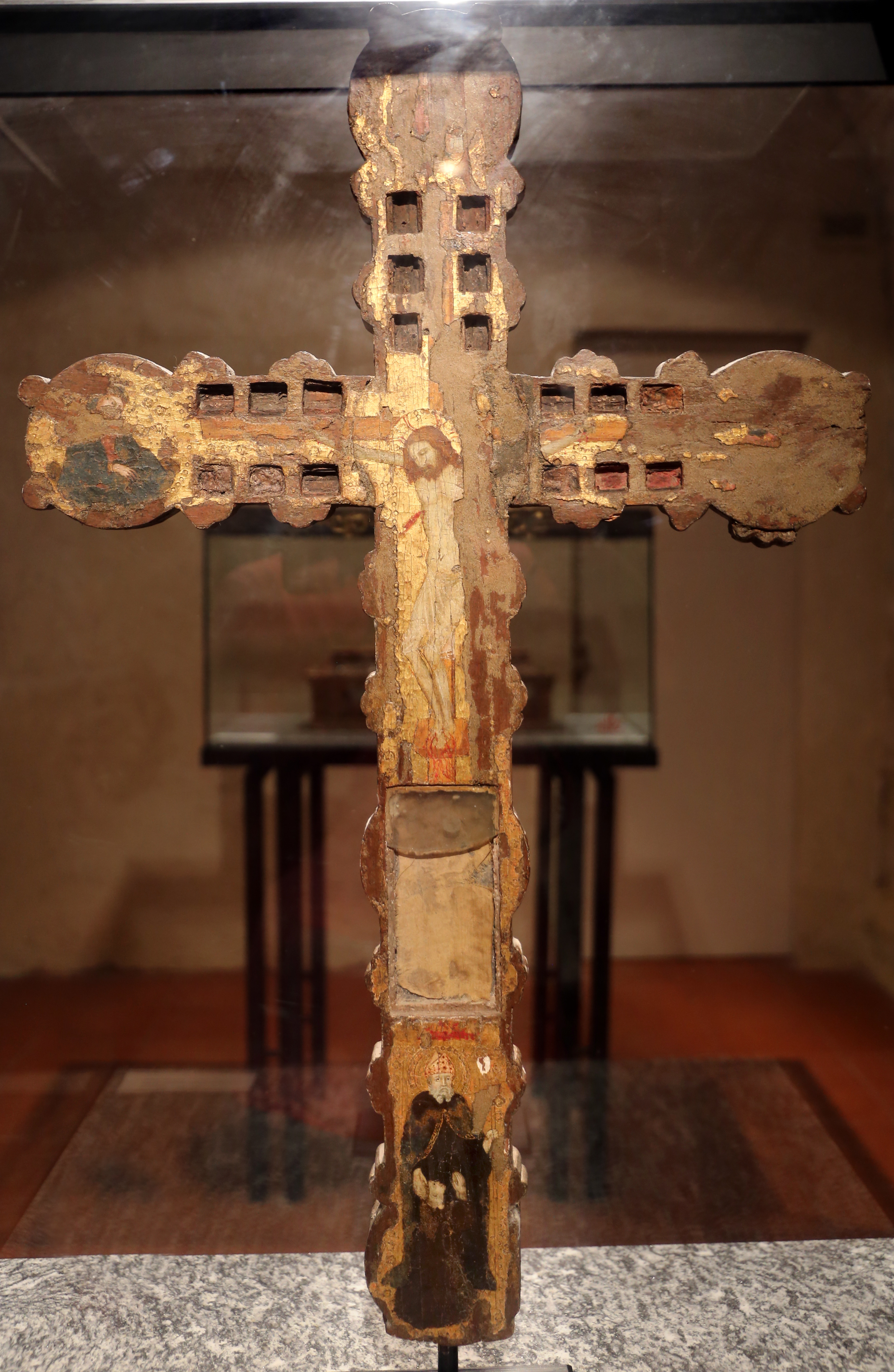
Croce reliquiario del XIV sec, legno dipinto, con alla base ritratto San Nicola Greco, dalla chiesa di San Francesco

## Storia
Il museo del duomo venne inaugurato nel 1987, ed allestito in quella che era l'aula medievale della collegiata di Santa Maria Maggiore, il duomo della città, la quale venne successivamente trasformata in una cripta dopo la realizzazione della gradinata e la sopraelevazione della navata.
Fu realizzato per volontà del Parroco Don Domenico Grossi con lo scopo di salvaguardare, valorizzare e rendere maggiormente fruibile un patrimonio che prima si trovava sparso per le chiese marsicule ed era spesso oggetto di furti.
Grazie ad un documento redatto dal notaio Tideno di Guardiagrele è noto che nel 1570 Gianfranco d'Ugno, procuratore dell'edificio di S. Maria Maggiore, Giantommaso d'Ugno ed altri del Reggimento di Guardiagrele pignorarono gli argenti della Collegiata. Ulteriori sottrazioni e requisizioni sono certificate da una lapide del 1741, posta in antichità all'ingresso della chiesa. Una grande parte degli arredi e del patrimonio librario venne derubata durante il saccheggio da parte delle truppe napoleoniche, tra il 24 e il 25 febbraio 1799, che andò ad eliminare tre biblioteche e circa quarantamila volumi.
Altre opere, oggetto di furti su commissione, furono la croce di Nicola da Guardiagrele, croce che veniva tradizionalmente portata in processione e di cui vennero ritrovati solo dei pezzi, e otto libri corali miniati del XIV e XV secolo. Oggi ve ne sono solamente due integri. A Francesca Manzari va attribuito il merito del riconoscimento di una pagina miniata, in occasione di una mostra di antiquariato del libro a Roma, nel 2005.
Tutte le opere esposte, collocabili tra la prima metà del Trecento fino alla prima metà del Novecento, sono di proprietà della Chiesa.

## Caratteristiche architettoniche
Il duomo di Guardiagrele ha subito diverse trasformazioni nel corso dei secoli in seguito a vicende storiche travagliate o dal mutare del gusto o da esigenze oggettive che ne hanno più volte alterato l'aspetto. Le origini più lontane lo definiscono come il Tempio di Maria fondato nel 430 d.C. e caratterizzato da un semplice impianto basilicale con tetto a capanna. 
Gli elementi architettonici attuali non permettono di risalire a fasi di costruzione antecedenti a quella del XII secolo, a cui si deve la particolare posizione centrale della torre quadrata del prospetto, in funzione insieme di ingresso e di campanile, secondo un modello tipico della tradizione francese. È possibile individuare sopravvivenze significative in alcuni tratti di muratura a sud e in prossimità di via dei Cavalieri, dove sono presenti finestre monofore e le lesene che ripartiscono il muro con regolarità, nonostante i vari interventi in particolare quelli duecenteschi e trecenteschi.
Il duomo nel XIV assume l'aspetto esterno che ancora oggi conserva. Il terremoto del 1706 ha causato la distruzione degli interni, con il conseguente arretramento verso il portale della scalinata che prima conduceva al presbiterio rialzato. In questo modo, si ottenne uno spazio maggiore per le esigenze di culto tramite la sopraelevazione dell'aula. Come già precedentemente sottolineato, la torre campanaria centrale nel prospetto rappresenta l'elemento che caratterizza maggiormente l'architettura della chiesa. Negli ultimi anni del '300 vi fu inserito un imponente portale ogivale tardogotico, in sostituzione di uno più antico andato perduto. La sovrapposizione della decorazione trecentesca non portò allo stravolgimento dell'impianto architettonico romanico, ma semplicemente arricchì la facciata attraverso l'eleganza ornamentale gotica. Tanto è vero, che il portale di Santa Maria Maggiore è considerato uno dei più belli del gotico abruzzese.
Gli stipiti a fasci di colonnine rientranti il muro, con capitelli dai delicati fregi vegetali e basi attiche, insieme con i cordoni concentrici dell'architrave a sesto ribassato , la lunetta racchiudeva il gruppo scultoreo dell'Incoronazione di Maria attribuito a Nicola da Guardiagrele o alla sua scuola.

## Opere
Di seguito vengono riportate le opere presenti nel museo, suddivise per le 3 sale:
Sala 1 "Dei paramenti sacri"
- Pianeta (ignoto,XVIII sec.)
- Pianeta (ignoto,XVIII sec.)
- Tonacella (ignoto,XVII-XVIII sec.)
- Tonacella (ignoto,XVIII sec.)
- Piviale (ignoto,XVIII sec.)
- Busto reliquario del Salvatore (ignoto,1704)
- Statua Immacolata Concezione (ignoto,1742)
- Reliquario di Santa Balbina (ignoto,XVII-XVIII sec.)
- Reliquario di San Clerico (ignoto,XVII-XVIII sec.)
- Reliquario di Santa Bibiana (ignoto,XVII-XVIII sec.)
- Reliquario di San Vittorino (ignoto,1700 c.)
- statua di Santo vescovo (ignoto, fine del XVII sec.9

Sala 2 "Nicola da Guardiagrele e l'oreficeria guardiese"
- Croce processionale (Nicola da Guardiagrele,1431 c.)
- statua Madonna dell'Aiuto (ignoto, fine del XV sec.)
- Incoronazione di Maria e angeli (ignoto, scultura fel XV sec.)

Sala 3 "Arte del XIV secolo"
- Crocifisso reliquario (scuola giottesca?,XIV sec.)
- Cofanetto (ignoto, metà del XIV sec.)